# Boarmia garlopa
Boarmia garlopa är en fjärilsart som beskrevs av Paul Dognin 1895. Boarmia garlopa ingår i släktet Boarmia och familjen mätare. Inga underarter finns listade i Catalogue of Life.